# Europas Grand Prix 1995
Europas Grand Prix 1995 var det fjortonde av 17 lopp ingående i formel 1-VM 1995. Loppet kördes i Tyskland.

## Resultat
1. Michael Schumacher, Benetton-Renault, 10 poäng
2. Jean Alesi, Ferrari, 6
3. David Coulthard, Williams-Renault, 4
4. Rubens Barrichello, Jordan-Peugeot, 3
5. Johnny Herbert, Benetton-Renault, 2
6. Eddie Irvine, Jordan-Peugeot, 1
7. Martin Brundle, Ligier-Mugen Honda
8. Mika Häkkinen, McLaren-Mercedes
9. Pedro Lamy, Minardi-Ford
10. Mika Salo, Tyrrell-Yamaha
11. Luca Badoer, Minardi-Ford
12. Max Papis, Footwork-Hart
13. Pedro Diniz, Forti-Ford
14. Gabriele Tarquini, Tyrrell-Yamaha
15. Jean-Denis Deletraz, Pacific-Ford

### Förare som bröt loppet
- Damon Hill, Williams-Renault (varv 58, snurrade av)
- Andrea Montermini, Pacific-Ford (45, bränslebrist)
- Jean-Christophe Boullion, Sauber-Ford (44, kollision)
- Gerhard Berger, Ferrari (40, elsystem)
- Roberto Moreno, Forti-Ford (22, bakaxel)
- Heinz-Harald Frentzen, Sauber-Ford (17, snurrade av)
- Olivier Panis, Ligier-Mugen Honda (14, snurrade av)
- Mark Blundell, McLaren-Mercedes (14, olycka)
- Taki Inoue, Footwork-Hart (0, elsystem)

## VM-ställning
| Förarmästerskapet 1. Michael Schumacher, Benetton-Renault, 82 2. Damon Hill, Williams-Renault, 55 3. David Coulthard, Williams-Renault, 43 | Konstruktörsmästerskapet 1. Benetton-Renault, 112 2. Williams-Renault, 92 3. Ferrari, 68 |